# Salsa verda

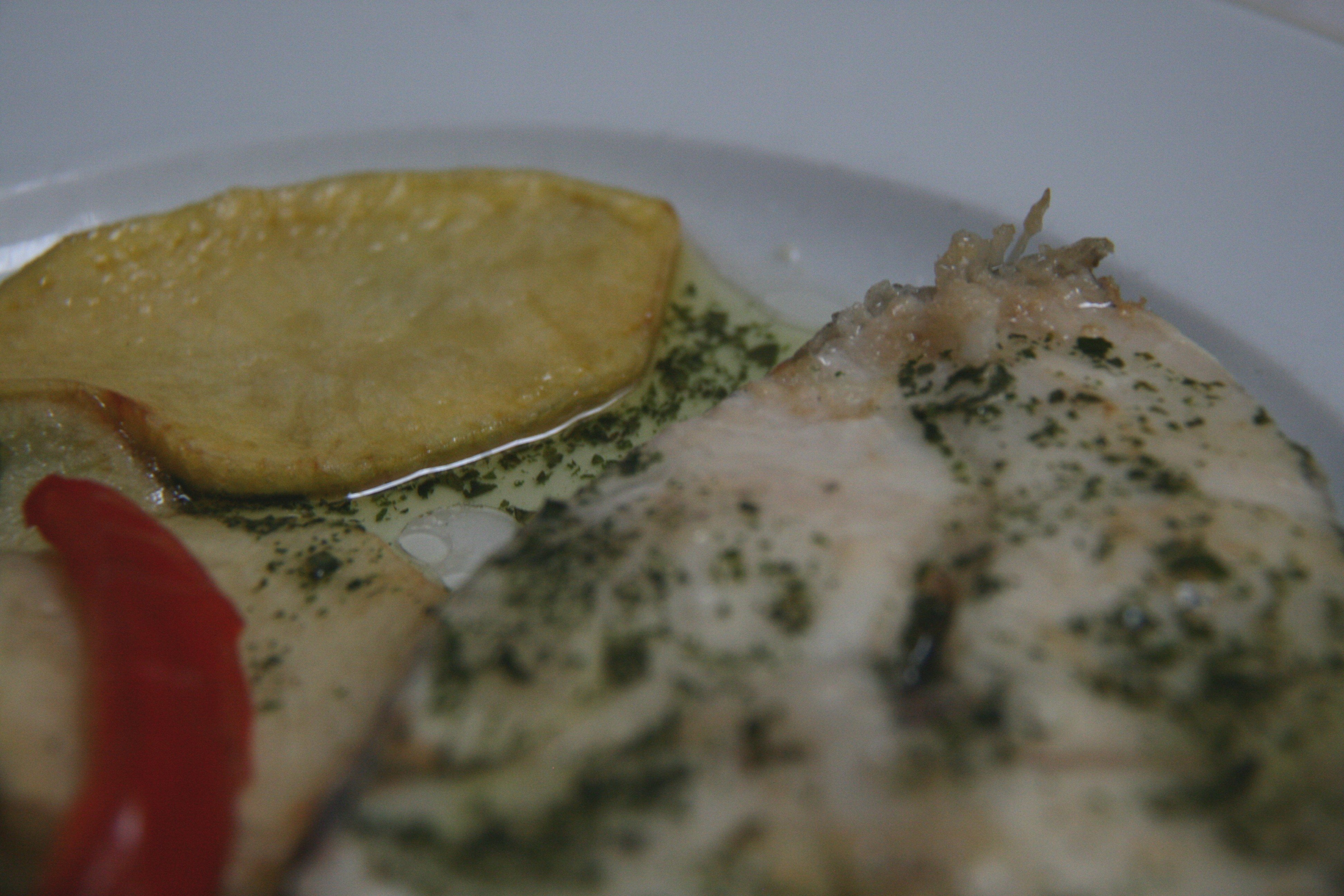
Lluç en salsa verda

La salsa verda és una denominació no gaire definida que es fa servir en la gastronomia de diverses parts del món. Referit a Europa aquesta salsa es fa amb herbes aromàtiques i oli i acostuma a acompanyar plats de peix i carn. A Mèxic és una salsa més picant i acompanya plats com els antojitos i les quesadillas.

## Salsa verda de Frankfurt

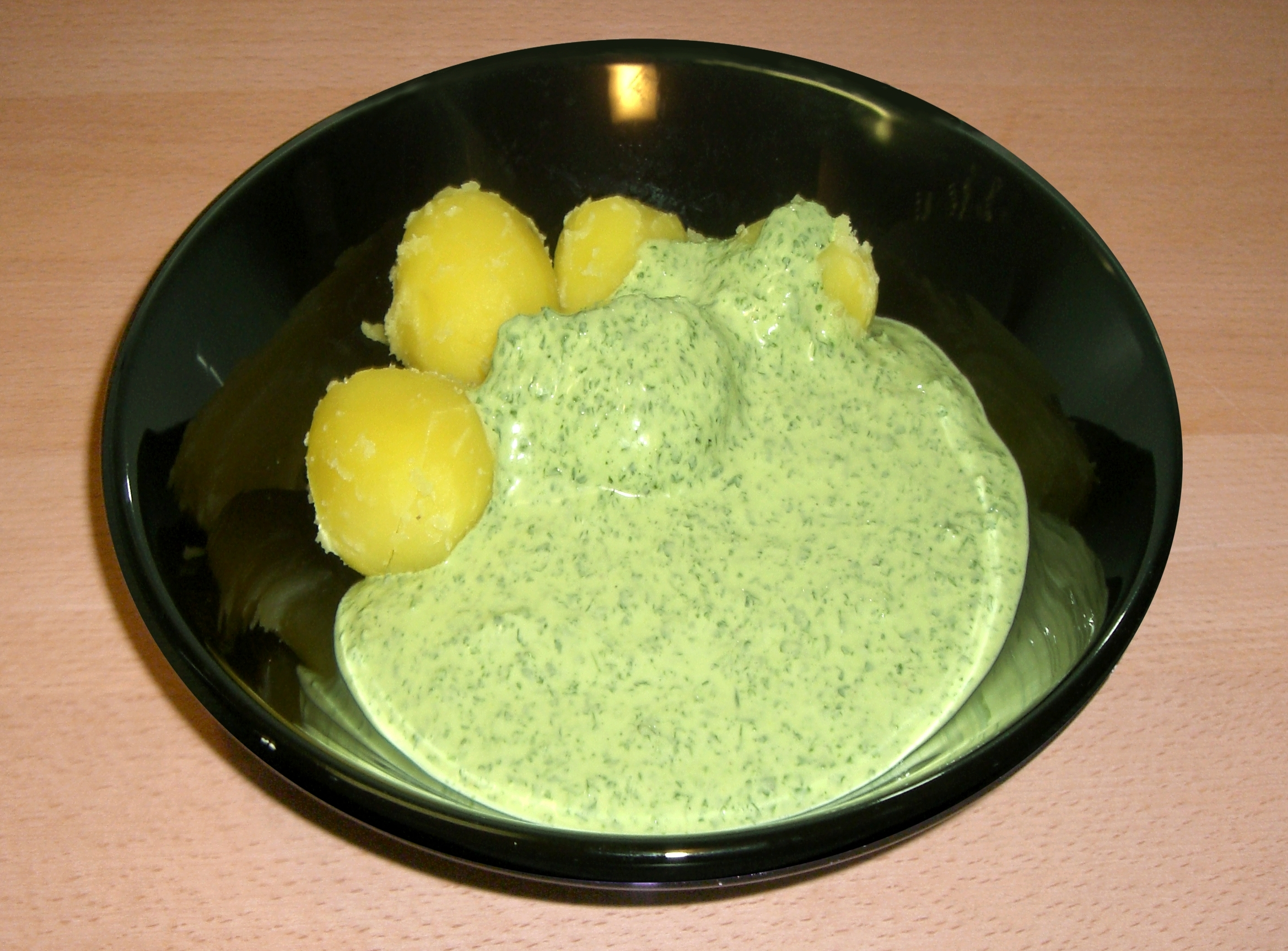
Salsa verda de Frankfurt

A Frankfurt del Main la salsa verda és molt popular (col·loquialment se'n diu: Grie Soß) i tradicionalment es fa amb set herbes diferents: borratja, cerfull, creixen, julivert, enciam de cavaller, agrella i cibulet. Sovint s'hi afegeix api bord, anet i melissa, i poc sovint espinacs. Algunes variants de la salsa inclouen fulles de margarites, pixallits o plantatges. Es piquen finament les herbes i s'afegeix nata i una mica de vinagre i sal comuna i pebre negre. Es pot afegir mantega i formatge quark. S'ha sol·licitat fins i tot una denominació d'origen.
Normalment se serveix amb patates i ous durs (Frankfurter Grüne Soße mit Kartoffeln und Eiern).

### Gastronomia francesa
La salsa verda francesa, Sauce verte, és una mena de maionesa amb herbes picades amb mesclades amb julivert, l'estragó, cerfull, creixen, enciam de cavaller i cibulet, també es fa servir all.

### Gastronomia Italiana
D'aquest tipus és la salsa Pesto. Al nord d'Itàlia es fa la salsa verda Bollito misto, molt semblant a la salsa verda de Frankfurt, amb ou i mostassa alfàbrega i marduix.